# Hexatoma hilpoides
Hexatoma hilpoides là một loài ruồi trong họ Limoniidae. Chúng phân bố ở miền Cổ bắc.